# Stefanie Schneider
Stefanie Isabell Schneider (* 18. September 1961 in Sindelfingen) ist eine deutsche Journalistin und Medienmanagerin. Seit 2014 ist sie Landessenderdirektorin Baden-Württemberg und Mitglied der Geschäftsleitung beim Südwestrundfunk (SWR).

## Leben
Stefanie Schneider besuchte bis zum Abitur 1981 das Gymnasium in den Pfarrwiesen Sindelfingen. Von 1982 bis 1988 studierte sie Germanistik und Romanistik an der Eberhard Karls Universität Tübingen und der Université de Haute-Bretagne in Rennes. Danach arbeitete sie bei mehreren privaten Rundfunksendern.
Ihre Tätigkeit für den Öffentlich-Rechtlichen Rundfunk begann im September 1991 als Reporterin und Moderatorin im Landesstudio Tübingen des damaligen SWF. Nach der Fusion von SWF und SDR zum Südwestrundfunk (SWR) im Jahr 1998 wechselte sie als Leiterin der Redaktion SWR4 Magazine in das Funkhaus Stuttgart, 2007 wurde sie Leiterin von SWR4 Baden-Württemberg. Von 2011 bis 2013 leitete sie die Strategische Unternehmensplanung des SWR, seit 2014 ist sie Landessenderdirektorin Baden-Württemberg des SWR und für alle Inhalte, die für Baden-Württemberg produziert werden (u. a. SWR1, SWR4, SWR aktuell, Landesschau), für die Studios in Baden-Württemberg (Freiburg, Karlsruhe, Mannheim, Heilbronn, Ulm, Friedrichshafen, Tübingen, Stuttgart) verantwortlich. In dieser Funktion ist sie auch Mitglied der Geschäftsleitung des SWR und stellvertretende Intendantin. Im Mai 2019 unterlag sie bei der Kandidatur als SWR-Intendantin im zweiten Wahlgang Kai Gniffke.
Seit 1984 ist Stefanie Schneider Mitglied im Trägerverein der Französischen Filmtage Tübingen. Von 1993 bis 2002 war sie dort ehrenamtliche Festivalleiterin und moderiert seit 1988 mit wenigen Unterbrechungen die Eröffnungen. 2003 wurde ihr für dieses Engagement die Ehrenmedaille des französischen Staates verliehen.
Von 2004 bis 2006 war Stefanie Schneider sachverständige Bürgerin im Gemeinderat Sindelfingen. Zwischen 1998 und 2012 hat sie für die „Gespräche am Goldberg“(-Gymnasium) in Sindelfingen die beteiligten Schülerinnen und Schüler gecoacht und mehrere der prominenten Gäste selbst interviewt. Darüber hinaus hat sie zahlreiche kulturelle, soziale und schulische Veranstaltungen moderiert.

## Privates
Stefanie Schneider lebt in Tübingen. Sie ist verheiratet und hat einen Sohn.

## Mitgliedschaften
- Französische Filmtage Tübingen (stellvertretende Vorsitzende)
- Kuratorium der Internationalen Bachakademie Stuttgart
- Hochschulrätin an der Hochschule Pforzheim
- Aufsichtsrätin bei der MFG Medien- und Filmgesellschaft Baden-Württemberg mbH
- Kuratorium Karlsruher Forum für Kultur, Recht und Technik[4]
- Beirätin im Haus der Geschichte Baden-Württemberg